# لوکزامبورگ در المپیک تابستانی ۲۰۲۴
کاروان المپیکی لوکزامبورگ، یکی از کاروان‌های شرکت کننده در بازی‌های المپیک تابستانی ۲۰۲۴ بود. این دوره از بازی‌ها از ۲۶ ژوئیه تا ۱۱ اوت ۲۰۲۴ (۵ تا ۲۱ امرداد ۱۴۰۳ خورشیدی) به میزبانی پاریس، پایتخت فرانسه برگزار شد. کاروان این کشور در تمامی ادوار المپیک به جز سه مورد شرکت داشته‌اند؛ ۱۹۰۴ سنت لوییس، ۱۹۰۸ لندن، و ۱۹۳۲ لس آنجلس در دوران رکود بزرگ رخ‌داده در سطح جهانی.

## شرکت‌کنندگان
ورزشکاران این کاروان در رشته‌های زیر به رقابت پرداختند.
| ورزش              | مردان | زنان | مجموع |
| ----------------- | ----- | ---- | ----- |
| تیراندازی با کمان | ۱     | ۰    | ۱     |
| دو و میدانی       | ۲     | ۲    | ۴     |
| دوچرخه‌سواری       | ۱     | ۱    | ۲     |
| سوارکاری          | ۱     | ۰    | ۱     |
| شنا               | ۱     | ۰    | ۱     |
| تنیس روی میز      | ۱     | ۲    | ۳     |
| سه‌گانه            | ۰     | ۱    | ۱     |
| مجموع             | ۷     |      | ۱۳    |